# Adolfo Orozco López
Adolfo Orozco López   (Antequera, 25 de gener de 1955) és un militar espanyol, ha estat Comandant general de Balears i director de l'Acadèmia d'Infanteria de Toledo.
Ingressà com a alumne a l'Acadèmia d'Infanteria de Toledo en 1973 i en 1976 en va sortir amb el grau de tinent. Posteriorment es va diplomar en Estat Major i ha comandat unitats de paracaigudistes i d'helicòpters. En 1993 va participar en la UNPROFOR, de 2002 a 2003 ha estat agregat militar a Roma, cap de secció d'Assumptes Internacionals en el Comandament d'Ensinistrament i Doctrina (Granada), i entre 2004 i 2005 va exercir el comandament del Tercer Terç de la Legió «Don Juan de Áustria» a Almeria. En 2008 també va participar en la Força Internacional d'Assistència i de Seguretat (ISAF) a l'Afganistan.
L'octubre de 2008, un cop ascendit a general, fou nomenat director de l'Acadèmia d'Infanteria de Toledo en substitució de César Muro Benayas, nomenat Comandant General de Melilla. Va deixar el càrrec en setembre de 2011, quan fou nomenat Comandant general de Balears. L'abril de 2013 deixà aquest càrrec quan fou nomenat segon cap de l'Eurocos amb seu a Estrasburg, alhora que era nomenat primer cap el belga Guy Buchsenschmidt. En juny de 2015 deixà el seu càrrec a l'Eurocos per servir com a assessor adjunt del cap de les Forces Terrestres fins que passi a la reserva.